# A woman's heart
『A woman's heart』（ア・ウーマンズ・ハート）は、滴草由実の5枚目のアルバム。

## 解説
- 前作から約4年4ヶ月ぶりにリリースしたスタジオアルバムで、本作ではほぼ全曲の作曲も手がけている。
- 13曲が収録されており、過去最多の収録曲数である。
- 本作は「R&BでもPOPSでもROCKでも無く一つのジャンルに捉えることの出来ない」[1]と銘打っている。
- タイトル曲「a woman's heart」は2013年6月9日放送したラジオ番組コーナー「Shiztic Radio!」で初披露された。
- 「Dreaming」のフルPVが制作され公式HP、YouTubeで公開されている。

## 収録曲
1. I don't Love You
作詞・作曲:滴草由実 track by T-4
2. A woman's heart
作詞・作曲:滴草由実 track by Xtra Jam
3. Why?
作詞・作曲:滴草由実 track by T-4
4. Y.O.L.O
作詞・作曲:滴草由実 track by Xtra Jam
5. 〜change〜 interlude
6. feel
作詞・作曲:滴草由実 track by T-4
7. The End
作詞・作曲:滴草由実 track by T-4
8. I don't cry
作詞:滴草由実 作曲・編曲:有木竜郎
9. Dreaming
作詞・作曲:滴草由実 track by Xtra Jam
10. アルバム
作詞・作曲:滴草由実 track by Xtra Jam
11. Love Tactics
作詞・作曲:滴草由実 track by T-4
12. Move it
作詞・作曲:滴草由実 track by Xtra Jam
13. 約束
作詞・作曲:滴草由実 編曲:藤崎昌弘

## タイアップ
- 千葉テレビ『MUSIC LAUNCHER』2004年1月度エンディングテーマ（M-9）